# Militärorden för tapperhet i krig

Militärorden för tapperhet i krig (bulgariska: Орден „За храброст“) var en orden instiftad den 29 april 1879 av furst Alexander av Bulgarien. Den bestod av ett storkors och fyra klasser för officerare och fyra klasser för gemene man.